# Wrap Her Up
"Wrap Her Up"  er en sang af den britiske sangeren Elton John fra albummet Ice on Fire (1985). I sangen fremhævede også George Michael.
Sangen er bemærkelsesværdig for mange kendte kvinders navne i slutningen af sangen, herunder Kiki Dee, som havde sunget med Elton på sangen "Don't Go Breaking My Heart" i 1976, og også sang baggrundsvokal på "Wrap Her Up ".
De berømte navne omfatter Marlene Dietrich, Rita Hayworth, Marilyn Monroe, Katharine Hepburn, Dusty Springfield, Billie Jean King, Vanessa Williams, Nancy Reagan, Julie Andrews, Annie Lennox, Shirley Temple, Tallulah Bankhead, Prinsesse Caroline af Monaco, Mata Hari, Joan Collins, Brigitte Bardot, Doris Day, Samantha Fox og Priscilla Presley.